# Wolong Panda Reserve Chengdu
 Wolong Panda Reserve Chengdu er et naturreservat i Kina øst for Qionglai-bjerget og 3 timers kørsel fra Chengdu. Reservatet omfatter 200.000 ha og blev startet i 1963.
Reservatet er udpeget som biosfærereservat under UNESCOs Menneske og biosfære-programmet.
Der er ca. 100 pandaer i reservatet (ca. 10% af Kinas bestand) ligesom der er registreret over 4.000 plantearter, 96 arter af pattedyr, 300 fugle- og 1.700 insektarter.

## Eksterne kilder og henvisninger
1. 1 2  
"Wolong Biosphere Reserve, China". unesco.org. 1979. Arkiveret fra originalen 26. januar 2023. Hentet 26. april 2023.

- Wikimedia Commons har flere filer relateret til Wolong Panda Reserve Chengdu

- Chengdu Research Base of Giant Panda Breeding
- Giant panda cubs at Wolong National Nature Reserve
- Wolong Panda Club Arkiveret 22. august 2007 hos  Wayback Machine